# Stig Gyllander
Stig Erland Gyllander, född 17 februari 1903 i Arboga, död 1989, var en svensk målare och tecknare. 
Han var son till redaktören Bengt Gyllander och Sigrid Lundmark och från 1934 gift med Ingrid Eriksson. Gyllander studerade dekorationsmåleri vid Högre konstindustriella skolan i Stockholm 1927. Vid skolan tilldelades han ett resestipendium till Tyskland och Italien. Han medverkade i Statens konstråds inköpsutställning på Liljevalchs konsthall 1939 och med några separatutställningar på landsorten. Hans konst består av stilleben, porträtt och landskap samt dekorativa arbeten i några privathus. Han har även arbetat med affischer och reklamteckningar samt illustrerat några barnsagor och en lyrikantologi. 